# حاجی علی بیک
حاجی علی بیک یک روستا در ایران است که در استان یزد واقع شده‌است.